# Shelayna Oskan-Clarke
Shelayna Oskan-Clarke (* 20. Januar 1990 in London als Shelayna Oskan) ist eine britische Leichtathletin, die sich auf die 800 Meter spezialisiert hat.

## Karriere
2008 nahm Shelayna Oskan an den Commonwealth Youth Games teil und belegte dort über 400 Meter den fünften Platz. 2015 qualifizierte sie sich für die Halleneuropameisterschaften in Prag und schied dort bereits in der ersten Runde aus. Mit einer neuen  Bestleistung im Halbfinale der Weltmeisterschaften in Peking sicherte sie sich einen Finalstartplatz und belegte dort den fünften Platz. 2016 nahm sie an den Olympischen Spielen in Rio de Janeiro teil und erreichte das Halbfinale. Bei den Halleneuropameisterschaften 2017 in Belgrad stellte Oskan-Clarke im Finale über 800 Meter einen neuen persönlichen Rekord auf und gewann damit die Silbermedaille.
Bei den Leichtathletik-Halleneuropameisterschaften 2019 in Glasgow gewann sie die Goldmedaille in einer Zeit von 2:02,58 min.

## Bestleistungen
- 800 Meter: 1:58,86 min, 27. August 2015 in Peking
  - 800 Meter (Halle): 2:00,39 min, 5. März 2017 in Belgrad